# Lauren Stam
Lauren Stam (* 30. Januar 1994 in Amsterdam) ist eine niederländische Hockeyspielerin. Sie gewann 2021 die olympische Goldmedaille, war Weltmeisterin 2018 sowie Europameisterin 2017, 2019 und 2021.

## Leben
Die Verteidigerin debütierte 2016 in der Nationalmannschaft. Sie bestritt 105 Länderspiele, in denen sie 9 Tore erzielte (Stand: 6. August 2021).
Lauren Stam war 2013 Juniorenweltmeisterin und 2014 Junioreneuropameisterin. Ihr erstes großes Turnier im Erwachsenenbereich war im Sommer 2017 die Europameisterschaft in Amstelveen, bei der die Niederländerinnen im Finale die Belgierinnen mit 3:0 besiegten. Im Jahr darauf fand die Weltmeisterschaft in London statt. Die Niederländerinnen gewannen ihre Vorrundengruppe und bezwangen im Viertelfinale die Engländerinnen. Nach einem Halbfinalsieg im Siebenmeterschießen gegen Australien trafen die Niederländerinnen im Finale auf die irische Mannschaft. Die Niederländerinnen gewannen das Finale mit 6:0. 2019 verteidigten die Niederländerinnen ihren Europameistertitel bei der Europameisterschaft in Antwerpen. Auch bei der Europameisterschaft 2021 in Amstelveen siegten die Niederländerinnen im Finale gegen die deutsche Mannschaft. Bei den Olympischen Spielen in Tokio gewannen die Niederländerinnen alle acht Spiele, im Finale bezwangen sie die Argentinierinnen mit 3:1.
Lauren Stam begann im Verein bei Xenios in Amsterdam. 2006 wechselte sie zum Amsterdamsche Hockey & Bandy Club, mit dem sie 2013 und 2019 niederländischer Meister war.